# Episodi di Reacher (prima stagione)
La prima stagione della serie televisiva Reacher, basata sul primo romanzo col protagonista titolare Zona pericolosa, è  composta da 8 episodi ed è stata pubblicata da Prime Video nei Paesi in cui il servizio è disponibile il 4 febbraio 2022.
| nº | Titolo originale     | Titolo italiano             | Pubblicazione   |
| -- | -------------------- | --------------------------- | --------------- |
| 1  | Welcome to Margrave  | Benvenuti a Margrave        | 4 febbraio 2022 |
| 2  | First Dance          | Primo Ballo                 | 4 febbraio 2022 |
| 3  | Spoonful             | Cucchiaio                   | 4 febbraio 2022 |
| 4  | In a Tree            | Su un Albero                | 4 febbraio 2022 |
| 5  | No Apologies         | Niente Scuse                | 4 febbraio 2022 |
| 6  | Papier               | Carta                       | 4 febbraio 2022 |
| 7  | Reacher Said Nothing | Reacher non ha detto Niente | 4 febbraio 2022 |
| 8  | Pie                  | Torta                       | 4 febbraio 2022 |

## Benvenuti a Margrave
- Titolo originale: Welcome to Margrave
- Diretto da: Thomas Vincent
- Scritto da: Nick Santora

### Trama
A mezzanotte, un uomo viene ucciso a colpi di arma da fuoco appena fuori Margrave, in Georgia. La mattina dopo, Jack Reacher arriva su un pullman e cammina fino alla città, dove la polizia lo arresta in una tavola calda per l'omicidio. Lo mandano nella locale prigione insieme a Paul Hubble, un banchiere che ha confessato l'omicidio mentendo. Spivey, una guardia carceraria corrotta, li mette insieme ai prigionieri comuni, dove Reacher sventa un attentato alla loro vita. Hubble spiega di aver confessato per coprire un'organizzazione criminale che altrimenti avrebbe ucciso lui e la sua famiglia. Dopo essere stato rilasciato, KJ Kliner, figlio dell'imprenditore locale Kliner, minaccia verbalmente Reacher in città. Quando più tardi torna alla stazione di polizia, viene informato di un secondo omicidio. All'obitorio, una discussione sia sul recente omicidio che su un altro avvenuto all'inizio della settimana lo porta a identificare la prima vittima come suo fratello maggiore, Joe Reacher.

## Primo Ballo
- Titolo originale: First Dance
- Diretto da: Sam Hill
- Scritto da: Scott Sullivan

### Trama
Reacher lavora con Finlay e Roscoe per indagare sull'omicidio del fratello e sulla recente scomparsa di Hubble avvenuta dopo il suo rilascio. Presto, scoprono il raccapricciante omicidio del capo di Finlay, Ed Morrison, e di sua moglie. Reacher deduce che qualcuno lo ha ucciso perché non si è preso cura di Hubble. Il sindaco, Grover Teale assume il ruolo di capo della polizia e ordina a Finlay di condurre un'indagine fittizia sulla morte di Morrison. L'amico di Finlay, l'agente dell'FBI Picard, accetta di prendere la moglie e i figli di Hubble in custodia protettiva non ufficiale. Reacher organizza un incontro con Spivey ma viene assalito da due ex soldati sudamericani, consentendo a Spivey di scappare. Roscoe porta quindi Reacher in un bar, dove ballano. Mentre tornano a casa, scoprono che la strada era sommersa e trascorrono la notte riposando nella stessa stanza di motel, dove Reacher si apre sul suo passato.

## Cucchiaio
- Titolo originale: Spoonful
- Diretto da: Stephen Surjik
- Scritto da: Aadrita Mukerji

### Trama
Roscoe torna a casa e trova segni di un'effrazione. Su suggerimento di Reacher, gli consegna una pistola. Il gruppo contatta Molly Beth Gordon, collega di Joe presso i Servizi Segreti, scoprendo che Joe si trovava a Margrave per una missione confidenziale volta a indagare su presunte attività di contraffazione su larga scala. Reacher intimidisce uno degli avvocati di Kliner per ottenere informazioni su Jobling, un autista di camion della Kliner che l'azienda aveva fatto rilasciare dalla custodia della polizia con grande impegno. Nel frattempo, Finlay perlustra la casa di Spivey alla ricerca di indizi, ma viene aggredito dalla polizia, che lo scambia per un ladro. Successivamente, lui e Reacher si recano di persona da Kliner. Quest'ultimo afferma di non sapere nulla e li minaccia affinché abbandonino l'indagine. Reacher convince Roscoe e Finlay a trasferirsi temporaneamente dalle loro abitazioni. Mentre acquista dei rifornimenti, il figlio di Kliner, KJ, si avvicina a Roscoe e la avverte che Reacher è un assassino. Gli ex militari tendono nuovamente un'imboscata a Reacher, ma questa volta lui li uccide. Infine, trova il cadavere di Spivey nel bagagliaio della loro auto, con un colpo di pistola alla testa.

## Su un Albero
- Titolo originale: In a Tree
- Diretto da: Christine Moore
- Scritto da: Cait Duffy

### Trama
Dopo un incontro con Finlay, Reacher si fa aiutare da Roscoe a smaltire i corpi dei contractors sudamericani. Rivela anche la verità dietro l'avvertimento di KJ: mentre prestava servizio in Iraq, Reacher ha ucciso tre civili che stavano abusando sessualmente un gruppo di ragazzini. Dopo che Reacher scarica i cadaveri nell'aeroporto di Atlanta, paga una stanza d'albergo usando contanti falsi. Successivamente, i due hanno fanno sesso dopo che Roscoe lo vede sotto la doccia. Il giorno dopo, visitano la casa di un ex dipendente di Kliner dove trovano scatole vuote di condizionatori d'aria che Reacher sospetta siano state utilizzate per spostare i contanti contraffatti. Picard dà loro un indizio sul motel in cui Joe ha soggiornato prima del suo omicidio; Reacher trova una nota nascosta prima che altri mercenari assaltino lui e Roscoe. Roscoe salva la vita di Reacher e Reacher ammette di essersi messo in pericolo per proteggerla. Molly Beth arriva ad Atlanta con i file di Joe sul caso, ma qualcuno la uccide e ruba i file pochi secondi prima che Reacher la trovi.

## Niente Scuse
- Titolo originale: No Apologies
- Diretto da: Norberto Barba
- Scritto da: Scott Sullivan

### Trama
Sentendosi in colpa per l'omicidio di Molly Beth, Reacher sfoga la sua frustrazione aggredendo KJ dopo che questi vandalizza il camion di Roscoe. Kliner si rifiuta di sporgere denuncia. Roscoe scopre che Teale l'ha licenziata per il suo lavoro di polizia "scadente".
Alla disperata ricerca di nuove piste, Reacher trova una chiave e un baule lasciati dal defunto ex capo di Roscoe, Gray, contenenti ricerche che confermano i sospetti di Reacher sul fatto che Margrave sia il cuore dell'operazione di contraffazione di Kliner, ma senza prove utilizzabili. In viaggio verso Memphis, Reacher incontra la sua vecchia compagna, l'investigatrice privata Frances Neagley, per trovare un sicario che potrebbe essere l'assassino di Joe. Dopo che Roscoe colpisce Teale con un pugno dopo aver scoperto che ha ucciso Gray, Finlay la fa lasciare la città facendola sostituire a Picard come guardia del corpo della famiglia Hubble. Reacher e Neagley sopravvivono a un attentato alla loro vita da parte di un poliziotto di Memphis disperato, dopo che qualcuno ha minacciato la sua famiglia.  Finlay irrompe nell'ufficio di Kliner e scopre che qualcuno lo ha ucciso.

## Carta
- Titolo originale: Papier
- Diretto da: Omar Madha
- Scritto da: Aadrita Mukerji

### Trama
Finlay e Reacher seguono uno dei camion di Kliner. Finlay racconta a Reacher che il vero motivo per cui era andato a Margrave non era il divorzio, ma la morte di sua moglie Sharon dopo una lunga malattia.
Dopo aver trovato il camion vuoto, Reacher si reca a New York per incontrare uno dei contatti di Joe, la professoressa Kate Castillo, dopo aver scoperto che qualcuno ha ucciso un altro contatto con la scusa di essere stato aggredito. Scopre che Kliner stava spedendo denaro falso a un cliente in Venezuela, usando "super banconote" fatte con la carta speciale utilizzata per stampare dollari. Degli assassini trovano la famiglia di Roscoe e Hubble, ma Roscoe elimina entrambi gli uomini nel bosco.
Mentre aspettano Picard, la moglie di Paul Hubble, Charlie, condivide i dettagli del loro coinvolgimento con Kliner, spiegando che Kliner ha ingannato Paul inducendolo a riciclare denaro e che due gangster lo hanno costretto ad assistere alla crocifissione di un uomo per assicurarsi la sua lealtà a Kliner. Reacher fa in modo che Castillo ottenga la protezione della polizia e usa la sua cravatta per strangolare un assassino mandato a ucciderla.

## Reacher non ha detto Niente
- Titolo originale: Reacher Said Nothing
- Diretto da: Lin Oeding
- Scritto da: Scott Sullivan

### Trama
I venezuelani interrogano brutalmente il cugino di Paul, l'agente Stevenson, e la moglie incinta sulla posizione degli Hubble prima di ucciderli, e Teale licenzia Finlay. Reacher finge di confidarsi con l'ultimo poliziotto di Margrave, l'agente Baker, che sospetta lavori per i Kliner. Avvertito da Baker, il nipote di Kliner, Dawson, guida una squadra di sicari venezuelani a casa degli Hubble per tendere un'imboscata a Reacher, che è in agguato e li uccide tutti. Reacher scopre che la Kliner Industries sta sbiancando grandi quantità di banconote da 1 dollaro acquisite dagli Hubble, usando mangime per animali per nascondere i rifiuti chimici coinvolti, e ristampandole come banconote da 100 dollari da spedire ai venezuelani. Finlay informa personalmente i genitori di Stevenson della sua morte e Reacher lo aiuta a sfuggire ai mercenari che lo seguono fino al suo motel.  La casa della vedova di Jobling è stata incendiata, ma il biglietto di Joe conduce Reacher e Finlay alle scatole di banconote compromettenti che Jobling ha nascosto nel garage dei suoi genitori. Tornati a Margrave, vengono trattenuti sotto la minaccia di Picard, Teale e KJ.

## Torta
- Titolo originale: Pie
- Diretto da: M. J. Bassett
- Scritto da: Nick Santora

### Trama
Roscoe, la famiglia di Hubble e persino Finlay vengono tenuti in ostaggio dopo che KJ si è reso responsabile di tutti gli omicidi commessi per proteggere l'operazione di contraffazione, inclusi quelli di suo padre, Mary Beth, e Joe, mentre Picard si univa alla sua causa e prima che Kilner mandasse Reacher con Picard a rintracciare Hubble. Ingannando Picard, Reacher fugge e trova Hubble, che stava lavorando con Joe e Jobling per smascherare l'operazione di Kliner. Assaltando la stazione di polizia con un camion e uccidendo Baker, Reacher libera Finlay, armandosi, Neagley e Hubble per un assalto al magazzino di KJ. Dando fuoco all'edificio, liberano Roscoe e Hubble fugge con la sua famiglia, mentre Finlay e Roscoe uccidono Picard e Teale, e Reacher lascia KJ bruciare vivo. Reacher ricorda di essere arrivato a Parigi con Joe per far visita alla madre morente, che gli aveva dato la Croce di Guerra di suo nonno.  Roscoe è determinato a ricostruire Margrave e scambia un bacio d'addio con Reacher, che gli propone di candidarsi a sindaco, mentre Finlay torna a Boston per una nuova vita. Dopo aver seppellito la medaglia nel luogo in cui è morto Joe, Reacher esce da Margrave, continuando il suo viaggio.